# Slash (album)
Slash je prvi solo album bivšeg gitarista Guns N' Rosesa i sadašnjeg gitarista Velvet Revolvera, Slasha. U stvaranju albuma sudjelovalo je mnogo umjetnika, od Ozzya Osbournea do Fergie, uključujući članove Guns N' Rosesa iz doba albuma Appetite for Destruction, s iznimkom Axla Rosea.

## Popis pjesama
1. Ghost (feat. Ian Astbury & Izzy Stradlin ) (Slash, Ian Astbury) – 3:34
2. Crucify the Dead (feat. Ozzy Osbourne) (Slash, Ozzy Osbourne, Kevin Churko) 4:04
3. Beautiful Dangerous (feat. Fergie) (Slash, Fergie) 4:35
4. Back from Cali (feat. Myles Kennedy) (Slash, Myles Kennedy) 3:35
5. Promise (feat. Chris Cornell) (Slash, Chris Cornell) 4:41
6. By the Sword (feat. Andrew Stockdale) (Slash, Andrew Stockdale) 4:50
7. Gotten (feat. Adam Levine) (Slash, Adam Levine) 5:05
8. Doctor Alibi (feat. Lemmy Kilmister) (Slash, Lemmy Kilmister) 3:07
9. Watch This/Watch This Dave (feat. Dave Grohl & Duff McKagan) (Slash) 3:46
10. I Hold On (feat. Kid Rock) (Slash, Kid Rock, Marlon Young) 4:10
11. Nothing to Say (feat. M. Shadows) (Slash, M. Shadows) 5:27
12. Starlight (feat. Myles Kennedy) (Slash, Myles Kennedy) 5:35
13. Saint Is a Sinner Too (feat. Rocco DeLuca) (Slash, Rocco DeLuca) 3:28
14. We're All Gonna Die (feat. Iggy Pop) (Slash, Iggy Pop) 4:30